# 欧州サイバー犯罪センター
欧州サイバー犯罪センター（おうしゅうサイバーはんざいセンター、英: European Cybercrime Centre）とは、欧州連合 (EU) の専門機関である欧州刑事警察機構内に設置されたサイバー犯罪対策用の専門機関。略称はEC3 もしくは EC3。

## 概要
ヨーロッパで増加するサイバー犯罪に対処するために、2013年1月1日に設立され同月11日に業務開始した。オランダのハーグにある欧州刑事警察機構に設置されている。駐日欧州連合代表部は「EC3の開設は、欧州連合 (EU) のこれまでのサイバー犯罪への対処法を大きく転換させるものである。何よりも、EC3の取り組みは、より先進的で包括的なものとなる。同センターは専門知識と情報を持ち寄り、犯罪捜査を支援し、EU全体としての解決策を推進する」と紹介している。
2014年9月1日には複数国で構成される対サイバー犯罪組織J-CAT (Joint Cybercrime Action Taskforce) が欧州サイバー犯罪センター内に設置された。